# Vulcano (ilha)
Vulcano (Siciliano: Vurcanu) é uma pequena ilha vulcânica no Mar Tirreno, cerca de 25 km ao norte da Sicília e localizada no extremo sul das Ilhas Eólias. A ilha tem 21 km2 de área, e uma altitude máxima de 501 metros acima do nível do mar, e contém várias caldeiras vulcânicas, incluindo um dos quatro vulcões ativos na Itália que não são submarinos.